# Леонард Каупіш
Леонард Каупіш (нім. Leonhard Kaupisch; 1 вересня 1878, Біттерфельд-Вольфен — 26 вересня 1945, Веймар) — німецький офіцер, генерал артилерії вермахту.

## Біографія
18 березня 1898 року поступив на службу фанен-юнкером у артилерійський полк «фон Діскау» (сілезький № 6). Учасник Першої світової війни. За бойові заслуги відзначений численними нагородами. Після війни продовжив службу в артилерійських частинах рейхсверу. 30 вересня 1932 року вийшов у відставку.
1 червня 1934 року поступив на службу у люфтваффе, до 28 лютого 1935 року — президент вищого авіаційного управління в Берліні. З 1 березня 1935 року — командувач 2-м повітряним округом (Берлін). 31 березня 1938 року вийшов у відставку.
1 січня 1939 року повернувся на службу. До 25 серпня 1939 року служив у штабі 3-го військового округу. Під час польської кампанії командував 1-м прикордонним з'єднанням (Померанія), згодом призначений військовим губернатором Данцига-Західної Пруссії. Після завершення кампанії переведений у штаб вищого командування 31. 9 квітня 1940 року керував окупацією Данії, до 1 травня був командиром окупаційних військ в Данії, після чого відправлений у резерв. 10 квітня 1942 року відправлений у відставку.
В кінці Другої світової війни разом із сім'єю покинув Берлін і переселився в містечко Бад-Берка на південь від Веймара. Коли Веймарський район став частиною радянської зони окупації Німеччини, Каупіша заарештували і відправили у табір для інтернованих, де він і помер.

## Звання
- Фанен-юнкер (18 березня 1898)
- Фенріх (8 жовтня 1898)
- Лейтенант (18 серпня 1939)
- Оберлейтенант (17 вересня 1909)
- Гауптман (22 березня 1913)
- Майор (16 вересня 1917)
- Оберстлейтенант (5 лютого 1923)
- Оберст (1 лютого 1927)
- Генерал-майор (1 листопада 1930)
- Генерал-лейтенант (1 березня 1932)
- Генерал авіації (1 грудня 1935)
- Генерал артилерії (1 вересня 1940)

## Нагороди
- Орден Червоного орла 4-го класу
- Орден Корони (Пруссія) 4-го класу
- Лицарський хрест 2-го класу ордена Альберта (Саксонія)
- Хрест «За вислугу років» (Пруссія)

### Перша світова війна
- Залізний хрест 2-го і 1-го класу
- Лицарський хрест королівського ордена дому Гогенцоллернів з мечами
- Почесний хрест 3-го класу князівського ордена дому Гогенцоллернів з мечами
- Нагрудний знак пілота-спостерігача (Пруссія)
- Лицарський хрест 1-го класу ордена Фрідріха (Вюртемберг) з мечами
- Ганзейський Хрест (Гамбург і Бремен)
- Лицарський хрест 2-го класу ордена Білого сокола з мечами (Велике герцогство Саксен-Веймар-Ейзенахське)
- Лицарський хрест 1-го класу ордена дому Саксен-Ернестіне з мечами
- Почесний хрест (Ройсс) 3-го класу з мечами і короною
- Хрест «За військові заслуги» (Ліппе)
- Хрест «За військові заслуги» (Австро-Угорщина) 3-го класу з військовою відзнакою

### Міжвоєнний період
- Почесний хрест ветерана війни з мечами
- Медаль «За вислугу років у Вермахті» 4-го, 2-го, 2-го, 1-го і особливого класу (40 років)

### Друга світова війна
- Застібка до Залізного хреста 2-го і 1-го класу